# Harry Oppenheimer
Pour les articles homonymes, voir Oppenheimer.
Pour un article plus général, voir Famille Oppenheimer (Afrique du Sud).
Harry Frederick Oppenheimer (28 octobre 1908 - 19 août 2000) fut un important homme d'affaires sud-africain et l'un des hommes les plus riches du monde. En 2004, il fut classé au 60e rang de la liste des cents plus importantes personnalités sud-africaines.

## Biographie
Il est le fils de May Pollack, seconde épouse d'Ernest Oppenheimer,. Sa famille est juive, originaire d'Allemagne, et réside à Kimberley en Afrique du Sud ; Harry passe la majeure partie de son existence à Johannesbourg. Il fête sa Bar Mitzvah à la synagogue de Kimberley lorsqu'il a treize ans. Il se convertit au christianisme anglican à l'occasion de son mariage.
Après avoir terminé sa scolarité primaire à Johannesbourg, il rejoint Charterhouse School en Angleterre puis le collège de Christ Church de l'université d'Oxford, dont il sort diplômé en philosophie, politique et économie en 1931. Lorsqu'il épouse Bridget McCall, il décide de rejoindre l'Église anglicane ; il reste cependant un soutien de la cause juive durant toute sa vie. Il génère ainsi un important flot de pierres vers l'industrie israélienne du diamant.

## Carrière
Harry Oppenheimer est président du conseil d'administration de l'Anglo American (un consortium minier) pendant vingt-cinq ans, jusqu'en 1982, et président du conseil d'administration de De Beers (conglomérat du secteur du diamant) pendant vingt-sept ans, jusqu'en 1984 ; il prend sa retraite à ce moment.
Il est également pendant quelque temps membre du parlement, représentant de la circonscription de Kimberley, de 1948 à 1957, où il est le porte-parole de l'opposition dans les domaines économiques, financiers et constitutionnels.
Son fils, Nicky Oppenheimer, devient président-adjoint de l'Anglo American en 1983 et président du conseil de De beers en 1998. Sa fille, Mary Slack, réside principalement à Brenthurst, une banlieue de Johannesbourg, mais possède des maisons à Muizenberg et à Londres, ainsi qu'une ferme destinée à la reproduction de chevaux de race, située à environ une heure et demie au nord du Cap. Le haras possède une marque commerciale, Wilgerbosdrift Stud, et a produit quelques chevaux célèbres[réf. nécessaire].

## Philanthropie
Il est également un philanthrope soutenant l'État d'Israël. Dans le cadre de ses activités professionnelles, il ordonne personnellement qu'Israël reçoive des pierres brutes extraites par De Beers, aidant ce pays à devenir un leader mondial du polissage et de l'exportation de diamants.
Durant les années 1970 et 1980, il finance le Parti progressiste fédéral, parti anti-apartheid, qui fusionne ultérieurement avec d'autres partis dans l'Alliance démocratique.
La ville de Kimberley lui remet les Clés de la ville le 4 septembre 1973 en hommage à ce « fils illustre de la ville » qui contribua à faire de Kimberley le centre mondial du diamant.
Le prix Harry Oppenheimer Fellowship Award, premier prix africain concernant la recherche, est décerné chaque année en sa mémoire.
Le Harry Oppenheimer Bridge, nommé ainsi en son honneur en 1951, est un pont reliant la ville sud-africaine d'Alexander Bay à celle d'Oranjemund, en Namibie.